# Старица (Томская область)
Стари́ца — село в Парабельском районе Томской области России. Административный центр Старицинского сельского поселения.

## География
Село находится в центральной части Томской области, на левом берегу реки Парабели, на расстоянии примерно 80 км (по прямой) к юго-западу от села Парабель, административного центра района. Абсолютная высота — 75 м над уровнем моря.
Климат
Климат характеризуется как континентальный, с тёплым коротким летом и морозной и продолжительной зимой.
Часовой пояс
Село Старица, как и вся Томская область, находится в часовой зоне МСК+4. Смещение применяемого времени относительно UTC составляет +7:00.

## История
Основано в 1917 году. По данным 1926 года в деревне имелось 33 хозяйства и проживало 187 человек (в основном — русские). Функционировали фельдшерский пункт, кредитное товарищество, изба-читальня и лавка общества потребителей. В административном отношении являлась центром Старицинского сельсовета Парабельского района Томского округа Сибирского края.

## Население
| 2002 | 2010 | 2012 | 2013 | 2014 | 2015 | 2021 |
| ---- | ---- | ---- | ---- | ---- | ---- | ---- |
| 502  | ↘372 | ↗537 | ↘342 | ↘337 | ↗340 | ↘278 |

Половой состав
По данным Всероссийской переписи населения 2010 года, в гендерной структуре населения мужчины составляли 45,7 %, женщины — соответственно 54,3 %.
Национальный состав
Согласно результатам переписи 2002 года, в национальной структуре населения русские составляли 93 %.

## Улицы
| - ул. Береговая, - пер. Метеостанционный, - ул. Молодёжная, - ул. Новая, | - ул. Советская, - пер. Совхозный, - ул. Строительная. |

## Инфраструктура
В селе функционируют школа, больница, дом культуры, библиотека, пожарная часть, метеостанция и два магазина.